# 熊切秀典
熊切 秀典（くまきり ひでのり、1974年 - ）は、日本のファッションデザイナー。
2004年に外注パターン会社である(有)エンターテイメントを創業。その後、「ビューティフルピープル」を立ち上げ、現在に至るまで代表取締役兼ファッションデザイナーをして活動している。

## 経歴
神奈川県生まれ。神奈川県立厚木高等学校を卒業後、文化服装学院アパレル技術科に入学。卒業後、いくつかのメンズブランドを経てコム・デ・ギャルソンのパタンナーとして勤務。その経験を活かし、2004年に、外注パターン会社(有)entertainmentを設立。2006年には、文化服装学院の同級生らとともに「ビューティフルピープル」を立ち上げ、2017年よりパリ・コレクションにて発表。
2020年に、第38回毎日ファッション大賞の大賞を受賞。

## 人物
- 幼少期より、編み物の先生をしていた母親の影響を受ける。[5]
- 文化服装学院1年生時に山本耀司の講習を受けたことがパタンナーを志すきっかけとなる。[6]
- 愛読書は、村上春樹のデビュー作『風の歌を聴け』である。[7]
- 村上春樹から影響を多く受けており、過去に何度か村上作品を題材としたコレクションを発表している。[8]
- 趣味はサウナであり、お気に入りのサウナを見つけては足繁く通っている。[9]
- 2002年のFIFAワールドカップ日韓大会の時は、スポーツ紙を6紙買って出勤するほどサッカー好きである。[10]
- 音楽にも造詣が深く、ギターの演奏技術は非常に高い[11]